# Kunów (województwo małopolskie)
Kunów – wieś w Polsce położona w województwie małopolskim, w powiecie nowosądeckim, w gminie Chełmiec. W latach 1975–1998 miejscowość administracyjnie należała do województwa nowosądeckiego. W 2021 r. wieś liczyła 597 mieszkańców.
Wieś leży w Kotlinie Sądeckiej, u podnóża Beskidu Niskiego. Kunów stanowi eksklawę gminy Chełmiec.
Wieś Kunów była częścią książęcego, a potem królewskiego klucza w skład którego wchodziła Falkowa, Jamnica i Kamionka. W roku 1418 dzierżawcą klucza był Mikołaj Starzec. Po roku 1785 wieś znalazła się w wykazie austriackich dóbr kameralnych i wraz z wioskami klucza została wystawiona na licytację. W roku 1829 trafiła w ręce Ignacego hrabiego Brunickiego. W rękach Brunickich wieś pozostawała do końca XIX wieku.